# 洛里昂足球俱樂部
洛里昂南布列塔尼足球俱乐部（法語：FC Lorient Bretagne Sud，法語發音：[lɔˈryɑ̃ bʁətaɲ syd]）是一家位於法國西部布列塔尼洛里昂的足球俱樂部，為法甲的球隊之一，成立於1926年。球隊主場「勒·茅斯托瓦球场」（Stade du Moustoir）可容納17,000人。

## 歷史
羅連安特於1926年4月2日成立，初時名為Football Club Lorientais，只是一支業餘球隊參加地區聯賽。在大戰前後球隊奪得多次地區聯賽冠軍。於1967年首次加入乙組聯賽並轉為職業球隊，在10年的乙組歲月中成績平平無奇，終於1977年降級，更於翌年因財困而一度被清盤。直到1985年球隊才重返乙組，但只能在乙組與丙組之間浮沉，17 年間只有 1979–81年度在同一組別中連續作賽兩年。於1995年升級乙組並再次轉職業後，球隊終於穩定其乙組席位，更於1998年獲得首次升級甲組，但組織及財力的差距，只一年便降回乙組。2001年再次升級甲級，雖然再於翌年降級，但球隊奪得法國盃（決賽 1–0 擊敗巴斯蒂亞）及打入聯賽盃決賽（決賽 0–3 負於波爾多），更獲得歐洲足協盃的參賽資格。2005–06年球隊獲得乙組季軍，再次升級甲組。
2016/17球季法國甲組足球聯賽，羅連安特在附加賽護級失敗，降落乙組。

## 球會榮譽
- 法國盃 冠軍（1）：2002年
- 聯賽盃 亞軍（1） ：2002年
- 法國超級盃 亞軍（1）：2002年
- 歐洲足協盃 參賽資格（1）：2002-2003年
- 丙組聯賽 冠軍（1）：1995年
- 乙組聯賽 亞軍（2）：1998年、2001年
- 法國足球第四組聯賽（法语：Championnat de France de football de Division 4）亞軍：1984年
- 法國足球第三組聯賽（法语：Championnat de France de football de Division 3 (1971-1993)）西區冠軍：1985年, 1987年, 1989年, 1992年
- 法國榮譽聯賽（法语：Ligue régionale de football）西區冠軍：1932年, 1936年, 1957年, 1983年
- Vainqueur de la Coupe de l'Ouest : 1960年, 1970年 (équipe réserve), 1982年

## 外部連結
- 洛里昂足球俱樂部官方網站 （页面存档备份，存于）